# Råberga
Råberga är en gård i Linköpings kommun (Sankt Lars socken), Östergötlands län. 

## Historik
Råberga i Sankt Lars socken i Åkerbo härad, som under namnet Rughberga omtalas 1328. Ägdes 1818 av mamsell Tydén, 1825 av kammarherren Axel Johan Lindersköld, 1852 av hovrätts-notarien Svante Bergström och 1871 av herr M. Th. Berndes.

## Gården
Gården bestod av 2 ½ mantal skatte samt uppges ha en areal av 290 tunnland, varav största delen åker.
Råberga 1 mantal frälse och hörande under Gerstorp har en areal av 138 tunnland, varav omkring 80 tunnland åker, 28 tunnland äng samt 30 tunnland skog och betesmark.